# Jeremiáš Süssner
Jeremiáš Süssner (12. prosince 1653 Ostrov – 5. června 1690 Drážďany) byl sochař, který se řadí díky svým pracím pro kostel sv. Františka na Starém Městě pražském mezi představitele českého barokního sochařství. Bratři Süssnerové prošli podobným uměleckým školením, přičemž však Jeremiáš tvořil ještě pod vlivem „klasicistického barokního proudu“ a druhý – starší Konrád Max – reagoval na novou dynamickou italskou formu baroku Giana Lorenza Berniniho.

## Život
Jeremias Süssner se narodil Paulusovi a Anně Süssnerovým. Byl pravděpodobně mladším bratrem Konráda Maxe Süssnera. Sochařský výcvik získal pravděpodobně u Johana Heinricha Böhma ve Schneebergu (kolem roku 1668/70).
Jeremiáš Süssner byl dvorním sochařem braniborského kurfiřta v Drážďanech, mimo jiné působil i v Berlíně a na území Čech. Původ bratří Süssnerů je dáván do souvislostí s rodinou sochařů, stavitelů a panských úředníků činných v Ostrově nad Ohří (Schlankennwerth) a v Zákupech. Jedna z verzí tvrdí, že se po roce 1670 vydal na tovaryšskou cestu a jako většina tehdy začínajících umělců směřoval patrně do Itálie. Italský vliv se také výrazně odráží v podobě jeho děl. Konkrétně je to pak silné ovlivnění římskou plastikou a zájem o všudypřítomnou antiku. Pravděpodobné taky je, že počátky studií jeho sochařské techniky spadají do doby krále Ludvíka XIV. (1643-1715). Za jeho vlády probíhají ve Francii v letech 1661 až 1683 malířské a sochařské úpravy zámku a zahrad ve Versailles, vše pod vedením Charlese Le Bruna. V úvahu připadá i zdejší školení obou bratrů. Všeobecně lze předpokládat, že sem na vyučenou běžně jezdívali saští učedníci. Jedním z důvodů byla i skutečnost, že cesta do Říma byla delší, a tudíž i nákladnější.
V roce 1689 vytvořil pro pražský kostel svatého Františka z Assisi tři sochy, které byly na místo určení dodány až po jeho smrti v roce 1690. V témže roce se přestěhoval do Berlína, kde byl 29. června 1689 jmenován dvorním sochařem braniborského kurfiřta a kde stvořil 20 bust. Vážně nemocný se v roce 1690 vrátil do Drážďan a 5. června zemřel na tyfus.

### Drážďany
Roku 1678 se vrátil ze své tovaryšské cesty a je doložen v Drážďanech. V letech 1680 až 1683 vytvořil sochařskou výzdobu pro hlavní sál paláce v Grossen Garten, jenž je objednána korunním princem a později kurfiřtem Janem Jiřím III., který byl také autorem konceptu celé stavby, realizované kolem 1678 Johannem Georgem Starckem. Pro sál vytvořil čtveřici alegorií představující měsíce v roce:
- Alegorie s růžemi,
- Alegorie s artyčokem a broskví,
- Alegorie s makovicí a klasy,
- Alegorie s vínem a fíky.

Celý cyklus byl však roku 1945 zničen. Práci pro týž sál zakončil dvojicí ženských byst vyznačující se značným smyslem pro detail. To je patrné zejména v partiích vlasů a provedení šperku. V téže době také tesá bohyni květin Floru, dvanáct pískovcových císařů a čtyři bysty císařoven, též pro palác Grossen Garten. I tento cyklus byl roku 1945 zničen.

### Berlín
Krátce na to odešel do Berlína, kde vytvořil roku 1685 alabastrovou bystu kurfiřta Fridricha Viléma, dílo se opět nezachovalo. Od roku 1687 pracoval na výzdobě zámku Oranienburg u Berlína.

### Praha
Kolem roku 1689 objednává křižovnický konvent sochy pro doplnění prostoru v nikách pilířů a bočních kaplí. Již v roce 1689 pracuje na sochařské výzdobě křižovnického kostela sv. Františka Serafinského na Starém Městě v Praze. Pro tento kostel jsou u něj objednány sochy sv. Jáchyma, sv. Barbory, skupina sv. Anny s Pannou Marií, sv. Martina a sv. Jiří. Vzhledem k jeho náhlému úmrtí roku 1690 však nestačí sochy dodat. Proto se s trojicí dokončených plastik vydává do Čech mladší bratr Konrád Max. Konrád Max také dokončuje bratrovo rozpracované dílo a sám pak tesá sochu sv. Jiří. Na figurách realizovaných Jeremiášem Süssnerem, zejména pak na sv. Jáchymovi, je patrný zklidněný nizozemský klasicismus, který si patrně osvojil v dílně svého učitele Johanna Heinricha Bohmeho.
Sv. Barbora: Štuk, před 1689. Nika nad severovýchodním vchodem do zpovědní kaple. Socha sv. Barbory v sobě pojí prvky jak z římské císařské důstojnosti, tak klasičnosti. Sv. Barbora je tradičně zobrazována s mečem, kterým jí sťal vlastní otec. Socha je svým pohledem, který sleduje oplatku eucharistie, zainteresována do samotného dění bohoslužby. Celá postava díky svému mírnému zpracování draperie a staženým copem působí oproti rozevlátým kadeřím sv. Kateřiny velice poklidně. Příčinou se zdají být ještě vlivy francouzského klasicismu. Dataci sochařského díla lze vymezit přibližně rokem 1689, tedy dobou před dodáním výrazně realisticky pojatých soch sv. Anny s Pannou Marií a sv. Jáchyma.
Sv. Jáchym: Štuk, 1689 – 1690. Nika severozápadního pilíře kostela. Sv. Jáchym, otec Panny Marie, bývá zobrazován v okamžiku, kdy se odebral do pustiny k čtyřicetidennímu rozjímání. Mohutná mužská postava je podepřená pasteveckou holí a je oděna do několika vrstev roucha. Trochu ojedinělá je v kostele plném bosých postav jeho kožená obuv. Postava zaujímá polohu kontrapostu s těžištěm na levé noze.
Sv. Anna: Štuk, 1689 – 1690. Nika severovýchodního pilíře kostela V provedení tohoto sousoší zle ještě stále naleznout prvky středověké ikonografie, kdy byly jednotlivé postavy ve významovém velikostním nepoměru. Sv. Anna v nadživotní velikosti ční nad menší postavou Panny Marie. Po vzoru figury svého manžela je zahalena v bohatě řaseném rouše vycházejícím z klasického proudu barokní tvorby. Realistické tendence v zobrazení matky Panny Marie odkazují k severskému nizozemskému proudu sochařské produkce, ač je sv. Anna zachycena v nadživotní velikosti, působí na diváka přirozeným vzhledem. Zatímco viditelně menší zpracování Panny Marie čerpá z odkazu antických tendencí v díle francouzských mistrů, patrného v postoji i draperii sochy.
Sv. Martin: Štuk, kol. 1689 - 1690. Nika jihozápadního pilíře křižovnického kostela. Jedná se o skupinu postav, konkrétně tedy o sv. Martina se žebrákem. Sv. Martin je tradičně chápán jako křesťanský zastánce chudých. Toto kompoziční schéma však nebylo v době vzniku ještě pevně ustáleno, dávalo tudíž barokním sochařům větší prostor k invencím a originálním zpracováním. Süssnerův Martin je oděn v římském vojenském oděvu, na nohou má vysoké šněrovací boty tzv. calcei. K vojenskému oděvu neodmyslitelně patří helmice, která zde však nevychází z typů helmic římských vojáků, ale z helmic středověkých rytířů. Postava je výrazně dynamizovaná nakročením nohy, natočením hlavy a gestem ruky přetínající plášť. Na ikonografickém zřetelu dodává přítomnost žebráka s holí napřahující druhou levou ruku k darovanému předmětu v dolní části. Toto kompoziční řešení se však ve výsledku ukazuje jako nešťastné. Působí totiž jakoby chtěl světec svým mečem postavu žebráka spíše setnout, nežli obdarovat částí svého oděvu. Sv. Martin se žebrákem v nice jihozápadního pilíře zároveň představuje první příklad pronikání radikálně barokních forem u nás, která na rozdíl od následujících klasicistních soch sv. Jeronýma a sv. Anny měla v českém prostředí ohlas.
V českém prostředí se tvorba Jeremiáše Süssnera objevuje také na zámku v Zákupech. Původně renesanční zámek Berků z Dubé roku 1573 vyhořel a v roce 1612 byl zpustošen. Díky tomu je roku 1683 pod vedením sochaře a stavitele J. Süssnera přestavěn na náklady Julia Františka, knížete Sasko Lanenburského. Oliva Pechová v brožurce o Zákupském zámku však přítomnost Jeremiáše Süssnera odmítá.
Během prací pro Prahu Jeremiáš ve svých 37 letech umírá a nestihne zakázku dokončit. Těsně před svou smrtí však stihne vytvořit sochu Venuše pro berlínskou Kunstkammeru, která byla vyplacena až roku 1692 jeho bratru. I tato socha se nedochovala.